# Ploëzal
Ploëzal település Franciaországban, Côtes-d’Armor megyében. Lakosainak száma 1227 fő (2022. január 1.). Ploëzal Pleudaniel, Plouëc-du-Trieux, Pontrieux, Runan és La Roche-Jaudy községekkel határos.

## Népesség
A település népességének változása:
| Lakosok száma | 1272 | 1273 | 1280 | 1250 | 1240 | 1232 | 1222 | 1224 | 1227 |
|               | 2013 | 2015 | 2016 | 2017 | 2018 | 2019 | 2020 | 2021 | 2022 |